# Надія Шпаченко
Надія Шпаченко (англ. Nadia Shpachenko; нар.24 лютого 1979 (?), Харків, Україна) — українсько-американська піаністка і композиторка, лавреатка премії Греммі 2020 за найкращу класичну збірку, перша володарка премії Греммі українського походження.

## Дитинство
Надія Шпаченко народилася в Харкові. У п'ятирічному віці почала навчання в класах фортепіано, віолончелі і композиції. До тринадцяти років отримала визнання як піаністка і композитор: виступила із симфонічним оркестром Харківської філармонії та посіла друге місце у Всеукраїнському конкурсі юних композиторів.
1991 року, в 12-річному віці, разом із матір'ю переїхала до Ізраїлю, а у 1994 році до США.

## Музична освіта і кар'єра
Здобула ступінь бакалавра музичній школі Лонгі Бард-коледжу, у Кембриджі, штат Массачусетс.
У 1997 році переїхала до Каліфорнії, де з відзнакою закінчила Університет Південної Каліфорнії, здобувши ступінь магістра та доктора музики.
Надія викладала в Коледжі Помони, виступала з концертами і читала лекції в Невадському Університеті в Лас-Вегасі та Каліфорнійському інституті мистецтв.
Неодноразово виступала із сольними та камерними концертами, а також як солістка з оркестрами у Північній Америці та Європі в таких залах, як Музей мистецтв Лос-Анджелеса, музей «Phillips Collection» у Вашингтоні, «Chateau de Modave» в Бельгії, «Concertgebouw» в Амстердамі і Карнеґі-хол у Нью-Йорку. Гастролювала в Мексиці з оркестром «Baja California» і виступала з оркестром Харківської філармонії та симфонічним оркестром Сан-Бернардіно в Каліфорнії.
Надія Шпаченко — визнаний майстер в інтерпретації нової музики, часто виступає з прем'єрами творів сучасних композиторів. Так, вона вперше виконала твори Ю. Іщенка: Концерт № 2 (на XVII Міжнародному фестивалі «Київ Музик Фест») і Квартет № 2 (в Українському інституті Америки в Нью-Йорку), а також концерт «Діалоги» для фортепіано і камерного оркестру Елліотта Картера з ансамблем «Німбус» в Лос-Анджелесі.
З 24 лютого до 13 березня 2022 року, одразу після російського вторгнення в Україну, на прохання Надії Шпаченко композитор, лавреат Пулітцерівської премії в галузі музики Льюїс Спратлан написав твір про війну «Invasion» (вторгнення). Піаністка записала альбом, а кошти, отримані з продажу, віддала на допомогу Україні.
Нині — професорка фортепіано в Політехнічному університеті штату Каліфорнія, Помона (Cal Poly Pomona). Також викладає в Університеті Клермонта, де готує докторів із фортепіано.

## Відзнаки
У 2017 році вона отримала премію Провоста «За досконалість у науковій та творчій діяльності».

## Дискографія
Надія Шпаченко записала три музичних альбоми.
- 2014 Woman at the New Piano: American Music of 2013
- 2018 Quotations & Homages
- 2019 The Poetry of Places

Дебютний компакт-диск «Woman at the New Piano: American Music of 2013» був номінований на 58-ту нагороду Греммі у 3 категоріях: найкраща класична збірка, найкращий виступ камерної музики або малого ансамблю, а також продюсер року (класика).
Альбом «The Poetry of Places» номінувався на Греммі-2020 у двох номінаціях: найкраща класична збірка, а також продюсер року (класика). У першій здобув перемогу.
Також як піаністка брала участь у запису таких альбомів:
- 2019 Because Patterns (Ісаак Шенклер)
- 2019 Gernot Wolfgang: Vienna and the West — Groove-Oriented Chamber Music, Vol. 4

## Особисте життя
У 1999 році Надія одружилася з Баррі Вергером-Готтесманом, який наразі працює в музичному відділенні коледжу Помона. Пара виховує двох дітей.